# Gotham City Research
Gotham City Research LLC est une société de recherche financière et d'investissement américaine, dont la stratégie s'appuie essentiellement sur la due diligence. Ce fonds spéculatif controversé et ses équipes mènent des enquêtes sur les sociétés cotées, et publient des notes contenant souvent des allégations de fraude tout en prenant des positions financières de vente à découvert qui reflètent les résultats de leurs recherches.

## Historique
Selon le Financial Times et The Sydney Morning Herald, ce groupe de vente à découvert aurait été créé en 2012 par Daniel Yu, un geek des mathématiques et des sciences, d'origine chinoise ou coréenne de 32 ans né à Staten Island aux États-Unis,.
En 2013, le fond attaque Ebix (en).
En avril 2014, c'est au tour de « Quindell PLC », un country club, d'être attaqué, en indiquant que valeur réelle de l'action est de seulement 3p contre 39p à l'époque. Malgré la réfutation de « Quindell PLC » 1 milliard de livres sterling sont effacé de la valeur boursière de la société,.

Toujours en 2014, le fond fait tomber Gowex, une entreprise espagnole spécialisée dans la mise à disposition de réseaux wifi public et non-payant, en découvrant une fraude boursière réelle.
On peut citer ensuite par exemple des attaques, en 2014 contre Endurance International Group, en 2016 contre MDC Partners, en 2017 contre Aurelius Equity Opportunities SE & Co KGaA (en) , AAC Technologies Holdings (en) et Criteo, en 2018 contre Medifast (en), et en 2023 contre SES-imagotag,,,,,,.